# Victor Houet
Victor Houet (ur. 2 września 1900 w Liège, zm. ?) – belgijski piłkarz grający na pozycji napastnika. Był reprezentantem Belgii.

## Kariera klubowa
Całą swoją karierę piłkarską Houet spędził w klubie RFC Tilleur, w którym w 1920 roku zadebiutował w pierwszej lidze belgijskiej i grał w nim do 1938 roku.

## Kariera reprezentacyjna
W reprezentacji Belgii Houet zadebiutował 23 marca 1924 roku w zremisowanym 1:1 towarzyskim meczu z Holandią, rozegranym w Amsterdamie. W 1924 roku był w kadrze Belgii na Igrzyska Olimpijskie w Paryżu. Od 1924 do 1925 roku rozegrał 4 mecze i strzelił 1 gola w kadrze narodowej.